# Ерік Сабо
Ерік Сабо (словац. Erik Sabo, нар. 22 листопада 1991, Шуровце) — словацький футболіст, захисник, півзахисник грецького клубу ПАОК і національної збірної Словаччини.

## Клубна кар'єра
Народився 22 листопада 1991 року в місті Шуровце. Вихованець футбольної школи клубу «Спартак» (Трнава). Дорослу футбольну кар'єру розпочав 2010 року в основній команді того ж клубу, в якій провів один сезон, взявши участь лише у 4 матчах чемпіонату. 
Протягом 2011—2012 років отримував ігрову практику у клубі Першої ліги «Спартак» (Миява). Був основним гравцем цієї команди і допоміг їй вибороти підвищення у класі до Словацької Суперліги.
2012 року повернувся до трнавського «Спартака», де також отримав постійне місце в «основі».
У серпні 2015 року став гравцем грецького клубу ПАОК, з яким уклав чотирирічний контракт.

## Виступи за збірні
2012 року залучався до складу молодіжної збірної Словаччини. На молодіжному рівні зіграв у 2 офіційних матчах.
23 травня 2014 року дебютував в офіційних матчах у складі національної збірної Словаччини товариською грою проти збірної Чорногорії. Наразі провів у формі головної команди країни 6 матчів.

## Титули і досягнення
- Володар Кубка Словаччини (1):

«Спартак» (Трнава): 2024-25